# Niitaka (Schiff)
Die Niitaka (jap. 新高) war ein Geschützter Kreuzer der kaiserlich japanischen Marine aus dem frühen 20. Jahrhundert. Der 1897 in Auftrag gegebene Kreuzer gehörte der aus insgesamt zwei Einheiten bestehenden Niitaka-Klasse an, wurde allerdings erst nach seinem Schwesterschiff Tsushima auf Kiel gelegt. Der Bau erfolgte auf der Marinewerft Yokosuka. Die Kiellegung fand am 7. Januar 1902 statt. Nach dem Stapellauf am 15. November 1902 wurde der Kreuzer am 27. Januar 1904 in Dienst gestellt. Das Schiff sah eine beinahe zwanzigjährige Dienstzeit und kam sowohl im russisch-japanischen Krieg wie auch im Ersten Weltkrieg zum Einsatz. Im August 1922 ging der Kreuzer vor der Küste von Kamtschatka durch Strandung während eines Sturmes verloren, wobei fast die gesamte Besatzung ums Leben kam.

## Technische Aspekte und Modifikationen
Die Niitaka war in 22 wasserdichte Abteilungen unterteilt; die maximale Länge betrug 104,12 Meter, die Breite lag bei 13,44 Meter. Der Tiefgang lag im voll ausgerüsteten Zustand bei 4,92 Meter. Das rund 20 Knoten (etwa 37 km/h) schnelle Schiff – bei Testfahrten konnte eine Höchstgeschwindigkeit von 20,48 Knoten erreicht werden – besaß eine aus sechs 15,2-cm-Geschützen bestehende Hauptbewaffnung in hexagonaler Aufstellung, womit also je vier Geschütze in einer Breitseite zum Tragen gebracht werden konnten. Die Besatzungsstärke lag anfangs bei 320 Mann, wurde aber zu Beginn der 1920er Jahre – als der Kreuzer zu einem Küstenverteidigungsschiff zurückklassifiziert wurde – leicht reduziert; zum Zeitpunkt des Verlustes lag die Stärke noch bei 311 Mann.
Das Schiff wurde nur geringfügigen Modifikationen unterzogen. Es hat allerdings den Anschein, als wenn die überalterten 4,7-cm-Hotchkiss-Kanonen um 1908 ausgebaut wurden. Zum Verlustzeitpunkt führte der Kreuzer ferner mindestens ein 7,62-cm-Flugabwehrgeschütz, welches vermutlich um 1919 eingebaut worden war.

## Dienstzeit
Noch vor der eigentlichen Indienstnahme und noch im Rahmen der Baubelehrung übernahm am 23. Juli 1903 Fregattenkapitän Yoshimoto Shōji das Kommando über den Kreuzer. Er war bis Dezember 1905 Kommandant des Schiffes. Nur kurze Zeit nach der Indienststellung brach im Februar 1904 der russisch-japanische Krieg aus.

### Russisch-Japanischer Krieg
Nach dem Beginn der Feindseligkeiten wurde die Niitaka der 4. Division (Konteradmiral Uryū Sotokichi) des 2. Flottengeschwaders von Vizeadmiral Kamimura Hikonojō zugeteilt. Mit diesem aus insgesamt 15 Schiffen bestehenden Verband nahm der Kreuzer am Angriff auf Tschemulpo am 9. Februar 1904 teil, welcher mit der Selbstversenkung des dort liegenden russischen Geschützten Kreuzers Warjag sowie des Kanonenbootes Korejez endete. Die Niitaka führte dabei einen kurzen Feuerwechsel mit der Korejez. Im Anschluss folgten mehrere Küstenbeschießungsmissionen gegen die russische Basis Port Arthur sowie Patrouillenfahrten in der Koreastraße und im Japanischen Meer.
Im August 1904 nahm der Kreuzer an der Seeschlacht im Gelben Meer teil, konnte allerdings, da auf einer rückwärtigen Position stehend, nicht direkt in die Kämpfe eingreifen und blieb unbeschädigt. Nur wenige Tage später, am 14. August 1904, rettete die Niitaka Überlebende des im Seegefecht bei Ulsan versenkten russischen Panzerkreuzers Rurik (auch in dieses Gefecht hatte sie jedoch nicht direkt eingreifen können).
Im Mai 1905 schließlich wurde die Niitaka, mittlerweile zur 3. Division (Konteradmiral Dewa Shigetō) detachiert, direkt in die Seeschlacht bei Tsushima verwickelt, in welcher der japanischen Flotte die Vernichtung des russischen 2. Pazifikgeschwaders, welches acht Monate zuvor aus der Ostsee nach Asien aufgebrochen war, gelang. Die Niitaka war dabei direkt an der Versenkung des russischen Geschützten Kreuzers Swetlana sowie des älteren und bereits beschädigten Panzerkreuzers Dmitri Donskoi (der sich in aussichtsloser Lage letztlich selbst versenkte) beteiligt. Selbst erhielt das Schiff während der Schlacht einen mittleren Artillerietreffer, der ein Todesopfer und drei Verletzte forderte.
Nach dem Ende des Krieges und einer Überholung in Sasebo im September 1905 diente die Niitaka als Patrouillenschiff und unternahm in den nachfolgenden Jahren Wach- und Sicherungsaufgaben vor der Küste Chinas und des neu zum japanischen Machtbereich hinzugewonnenen Protektorates Korea. Zeitweilig war der Kreuzer auch in Manila stationiert, um die wachsenden wirtschaftlichen Interessen Japans auf den Philippinen schützen zu können. Am 28. August 1912 wurde das Schiff umklassifiziert zu einem „Kreuzer 2. Klasse“.

### Erster Weltkrieg und Russischer Bürgerkrieg
Nach dem Ausbruch des Ersten Weltkrieges im August 1914 und nachdem Japan im Rahmen des japanisch-britischen Bündnisses in den Konflikt auf der Seite der Entente-Mächte eingetreten war, beteiligte sich die Niitaka ab Anfang September 1914 an der Blockade des deutschen Kolonialstützpunktes Tsingtau (Kiautschou). Nach dem Fall der Stadt operierte der Kreuzer, gemeinsam mit der 3. Division, zeitweise von Singapur aus und übernahm Patrouillenfahrten vor den Philippinen und in der Straße von Malakka, um mögliche deutsche Handelsstörer zu bekämpfen. Dabei nahm das Schiff kurzzeitig auch an der alliierten Suche nach dem deutschen Ostasiengeschwader teil, welches allerdings im Dezember 1914 durch die Royal Navy bei den Falklandinseln vernichtet wurde.
Von Mitte 1915 bis zum Kriegsende 1918 war die Niitaka in Kapstadt stationiert. Im Mittelpunkt standen dabei ab März 1916 Geleitschutzmissionen und Patrouillen zwischen westaustralischen Häfen und Aden. Zu Gefechtsberührungen mit deutschen Schiffen kam es hierbei indessen nicht.
Nach Kriegsende 1918 operierte die Niitaka im Kontext der sibirischen Intervention Japans im Sommer und Herbst 1920 zeitweise gegen Petropawlowsk-Kamtschatski und unterstützte die dortigen japanischen Landungstruppen. Am 1. September 1921 erfolgte eine erneute Umklassifizierung des mittlerweile überalterten Kreuzers zu einem „Küstenschutzschiff 2. Klasse“. Nachfolgend wurde das Schiff nur mehr zu Überwachungs- und Sicherungsaufgaben im küstennahen Bereich herangezogen.

## Verlust des Schiffes
Am 24. August 1922 brach die Niitaka, gemeinsam mit drei Zerstörern, von Muroran aus zu einer Patrouillenfahrt auf, um japanische Fischereistationen und Fischkutter vor der Südwestküste Kamtschatkas zu überprüfen und um diese gegen mögliche Übergriffe der vorrückenden bolschewistischen Roten Armee zu beschützen (siehe hierzu: Nikolajewsk-Zwischenfall). Kommandant zu diesem Zeitpunkt war Kaigun-Taisa Koga Takuichi. 

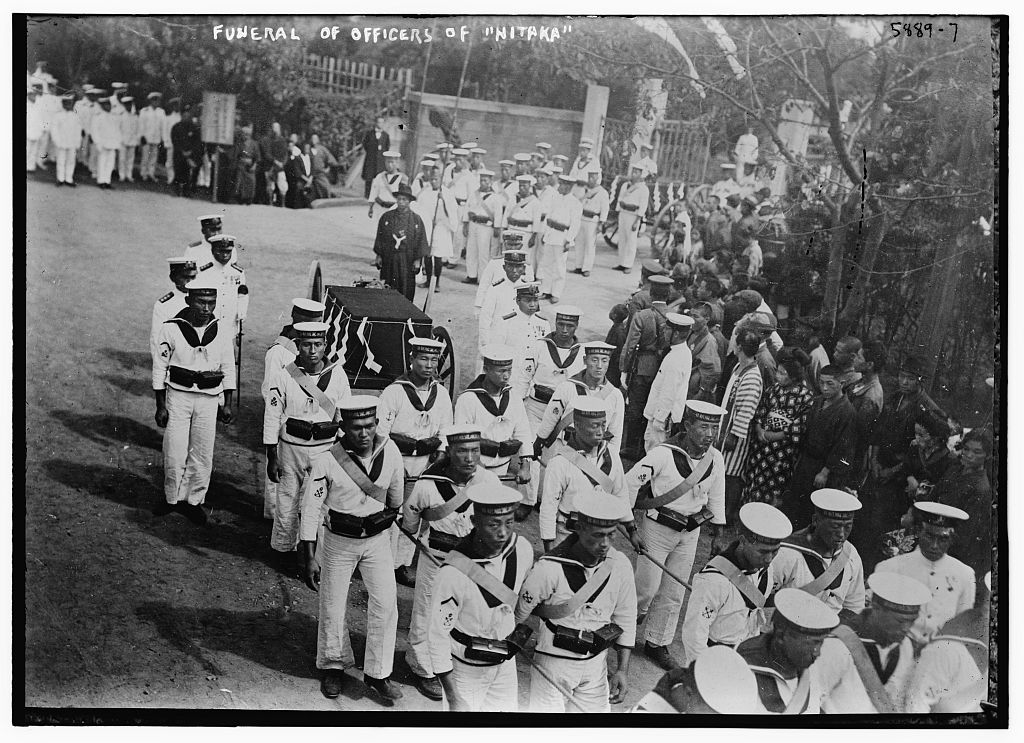
Beisetzung von beim Schiffbruch der Niitaka umgekommenen Offizieren mit militärischen Ehren (1922)

Am Abend des 25. August 1922 lag der Kreuzer vor Ust-Bolscherezk beziehungsweise vor der Mündung des Flusses Osjornaja vor Anker. Bereits in den Abendstunden wurde eine erste Wetterverschlechterung an Bord bemerkt. Im Laufe des 26. August 1922 erreichten die Winde fast Taifunstärke und die Besatzung vermutete zunächst, dass ein Vulkan auf den Kurilen ausgebrochen sein könnte. Nachdem strömender Regen eingesetzt und das Auswerfen eines zweiten Ankers keine Lagebesserung mit sich gebracht hatte, versuchte die Besatzung in den Nachmittagsstunden, sich aus der gefährlichen Lage nahe der Küstenlinie freizukreuzen. Dabei gerieten jedoch die Schrauben des Kreuzers in treibende Fischernetze und wurden blockiert. Das antriebslose Schiff wurde infolgedessen gegen 17:30 Uhr vom Sturm gegen die Sandbänke in Küstennähe gedrückt; bedingt durch den starken Anprall der Wellen und die Windstärke des Orkans kenterte die Niitaka schließlich um 18 Uhr nach Steuerbord. Das halb auf der Sandbank aufsitzende Wrack lag rund 400 Meter von der Uferlinie entfernt, wobei Teile des unteren Backbordrumpfes noch aus dem Wasser ragten. Der Ort des Schiffbruches liegt ungefähr auf 51° 30′ N, 156° 29′ O. 
Lediglich ein einziges Besatzungsmitglied, ein Matrose namens Okada, erreichte am Morgen des 27. August 1922 schwimmend das Ufer. Er wurde von Fischern aufgefunden und konnte mithilfe eines Telegraphen in einer nahen Fischereistation eine Meldung über die Katastrophe absetzen. Am Mittag des 28. August 1922 traf als erstes Hilfsschiff der japanische Zerstörer Maki am gekenterten Wrack ein. Infolge des mittlerweile nachlassenden Orkans konnte ein ausgesandter Rettungstrupp zum Kreuzer vorstoßen, wobei Hilferufe aus dem Inneren des gekenterten Schiffes zu hören waren, und unter Zuhilfenahme von Schneidbrennern ein Loch im Bereich der Kesselräume in den Rumpf schneiden. Durch dieses wurden insgesamt 15 eingeschlossene Seeleute befreit (wovon allerdings einer kurz nach der Rettung an erlittenen Verletzungen verstarb). Insgesamt überlebten somit nur 15 Besatzungsangehörige (die 14 Überlebenden aus dem Rumpf sowie der Matrose Okada) das Unglück. 
Über die Zahl der Todesopfer gibt es leicht widersprüchliche Informationen. Nach japanischen Angaben kamen beim Untergang 90 Offiziere und Unteroffiziere, 202 Mannschaftsdienstgrade und vier Bedienstete ums Leben – also insgesamt 296 Personen. Andere Quellen sprechen indessen jedoch auch von entweder 284 oder von 300 Todesopfern. Unter den Toten befand sich auch Kommandant Takuichi.

## Verbleib
Nachdem im Verlauf der beiden ersten Septemberwochen 1922 die Opfer aus dem Wrack hatten geborgen werden können, inspizierte die japanische Marine nachfolgend das Schiff. Dabei wurde ersichtlich, dass eine Bergung des gekenterten und bereits tief in die Sandbänke eingegrabenen –  und teils durch die Bergungsarbeiten durchlöcherten beziehungsweise aufgeschnittenen – Rumpfes nicht mehr lohnenswert war. Die Niitaka wurde schließlich am 1. April 1923 aus dem Flottenregister gestrichen. Die aus dem Sand ragenden Reste des Kreuzers wurden im Verlauf des Jahres 1923 vom Werkstattschiff Kantō vor Ort zerlegt und nach und nach abtransportiert.